# Joseph Eddy Fontenrose
Joseph Eddy Fontenrose (* 17. Juni 1903 in Sutter Creek; † 7. Juli 1986 in Ashland, Oregon) war ein US-amerikanischer Klassischer Philologe und Religionswissenschaftler.

## Leben
Nach dem Studium an der University of California (Bachelor 1925, Master 1928) arbeitete Fontenrose als Dozent an der Cornell University und wurde 1933 promoviert. 1934 ging er als Assistant Professor für griechische und lateinische Philologie an die University of Oregon. Noch im selben Jahr kehrte er an seine Alma Mater in Berkeley zurück, wo er zunächst als Dozent und später als Professor für griechische Philologie tätig war. Seine Lehrtätigkeit unterbrach er von 1935 bis 1936 als Fellow des American Council of Learned Societies, von 1936 bis 1937 als Sterling Fellow an der Yale University, von 1951 bis 1952 als Senior Fellow an der American Academy in Rome und von 1958 bis 1959 als Guggenheim Fellow. Von 1962 bis 1966 war er Dekan des Department of Classics. 1970 trat er in den Ruhestand.
In seiner Forschungsarbeit spezialisierte sich Fontenrose früh auf die griechische Religionsgeschichte und Mythologie. In seiner Dissertation beschäftigte er sich mit den Kulten der kleinasiatischen Stadt Didyma. Er verfasste außerdem zahlreiche Aufsätze und Monografien. Zu seinen Schwerpunkten gehörten der Kult des Apollon (besonders in Delphi), des Zeus und die Rezeption antiker Mythen bei John Steinbeck.

## Schriften (Auswahl)
- Python. A study of Delphic myth and its origins. Berkeley/Los Angeles 1959
- The cult and myth of Pyrros at Delphi. Berkeley 1960
- John Steinbeck. An introduction and interpretation. New York 1963
- The ritual theory of myth. Berkeley 1966
- The Delphic oracle. Its responses and operations with a catalogue of responses. Berkeley 1978
- Orion. The myth of the hunter and the huntress. Berkeley 1981
- Steinbeck’s Unhappy Valley. A Study of The Pastures of Heaven. Berkeley 1981
- Classics at Berkeley. The First Century, 1869–1978. Berkeley 1982
- Didyma. Apollo’s Oracle, cult, and companions. Berkeley/Los Angeles/London 1988